# Tim de Cler
Tim de Cler, nizozemski nogometaš, * 8. november 1978, Leiden, Nizozemska.
Cler je upokojeni nogometni branilec.